# Energie elastică
În fizică energia elastică este energia potențială mecanică stocată în configurația unui material sau a unui sistem fizic supus unei deformări elastice de către lucrul mecanic efectuat asupra sa. Energia elastică apare atunci când obiectele sunt comprimate, întinse sau, în general, deformate temporar, în orice mod. Teoria elasticității furnizează relații matematice pentru mecanica corpurilor și a materialelor deformabile. Ecuația energiei potențiale elastice este utilizată în calculele pozițiilor de echilibru mecanic. Energia este potențială deoarece va fi convertită în alte forme de energie, cum ar fi energie cinetică și energie sonoră, atunci când obiectului i se permite să revină la forma sa originală datorită elasticității sale.
{\displaystyle U={\frac {1}{2}}k\,\Delta x^{2}}

## Descriere
Esența elasticității este reversibilitatea. Forțele aplicate unui material elastic transferă energie în materialul deformat, care, cedând acea energie mediului înconjurător, poate reveni la forma inițială. Totuși, toate materialele au limite ale gradului de deformare pe care îl pot suporta fără a se rupe sau a-și modifica ireversibil structura lor internă. Prin urmare, caracterizările materialelor solide descriu, de obicei în termeni de deformații, limitele lor de elasticitate. Dincolo de limita de elasticitate un material nu mai stochează toată energia din lucrul mecanic efectuat asupra sa sub formă de energie elastică.
Energia elastică a unei substanțe sau cea din interiorul său este energia statică de configurație. Ea corespunde energiei stocate în principal prin modificarea distanțelor interatomice dintre nuclee. Energia termică este distribuția aleatorie a energiei cinetice în interiorul materialului, rezultând fluctuații statistice privind configurația sa de echilibru. Totuși, există o anumită interacțiune. De exemplu, pentru unele obiecte solide, răsucirea, îndoirea și alte deformări pot genera energie termică, determinând creșterea temperaturii materialului. Deși elasticitatea este cel mai frecvent asociată cu mecanica corpurilor solide sau a materialelor, chiar și literatura timpurie despre termodinamica clasică definește și folosește elasticitatea unui fluid în moduri compatibile cu definiția largă oferită mai sus.
Solidele pot fi materiale cristaline complexe, cu un comportament uneori complicat. În schimb, comportamentul fluidelor compresibile, în special al gazelor, demonstrează esența energiei elastice cu complicații neglijabile. Formula termodinamică simplă: {\displaystyle dU=-p\,dV\ ,} unde dU este o modificare infinitezimală a energiei interne recuperabile U, p este presiunea uniformă aplicată probei de material, iar dV este modificarea infinitezimală a volumului care corespunde modificării energiei interne. Semnul minus apare deoarece dV este negativ la comprimarea dată de o presiune pozitivă care mărește și energia internă. La revenire, lucrul mecanic este efectuat „de” sistem este opusul modificării energiei sale interne corespunzătoare unui dV pozitiv al unui volum în creștere. Cu alte cuvinte, sistemul pierde energia internă stocată atunci când efectuează lucru mecanic asupra mediul înconjurător. Presiunea este similară cu tensiunea, iar modificarea volumică corespunde modificării distanței relative dintre punctele din material. Relația tensiune–deformare–energie internă a formulei de mai sus este repetată în formulările pentru energia elastică a materialelor solide cu structură cristalină complicată.

## Energia potențială elastică din sistemele mecanice
Componentele sistemelor mecanice stochează energie potențială elastică dacă sunt deformate atunci când se aplică forțe asupra sistemului. Energia este transferată unui obiect prin lucru mecanic atunci când o forță externă deplasează sau deformează obiectul. Cantitatea de energie transferată este vectorul produs scalar al forței cu deplasarea obiectului. Pe măsură ce forțele sunt aplicate sistemului, acestea sunt distribuite intern către părțile sale componente. În timp ce o parte din energia transferată poate ajunge să fie stocată ca energie cinetică a vitezei dobândite, deformarea obiectelor componente are ca rezultat o energie potențială elastică stocată.
Prototipul unei componente elastice este arcul elicoidal. Energia elastică înmagazinată de un arc este caracterizată liniar de o constantă de proporționalitate, numită constanta arcului. Această constantă este de obicei notată cu k (v. legea lui Hooke) și depinde de geometria arcului, aria secțiunii transversale, lungimea nedeformată și natura materialului din care este fabricat arcul. Într-un anumit interval de deformare, k rămâne constant și este definit drept raportul cu semn schimbat dintre deformație și mărimea forței de revenire produsă de arc la acea deformare.
{\displaystyle k=-{\frac {F_{r}}{L-L_{0}}}}
Lungimea deformată, L, poate fi mai mare sau mai mică decât lungimea nedeformată, L0, astfel încât să păstreze k pozitiv, Fr trebuie dat ca o componentă vectorială a forței de revenire al cărei semn este negativ pentru L > L0 și pozitiv pentru L < L0. Dacă deformația este abreviată ca
{\displaystyle L-L_{0}=x,}
atunci Legea lui Hooke poate fi scrisă în forma obișnuită
{\displaystyle F_{r}=-k\,x.}
Energia absorbită și reținută de arc poate fi calculată folosind legea lui Hooke, la fel și pentru a calcula forța de revenire ca măsură a forței aplicate. Acest lucru necesită ipoteza, suficient de corectă în majoritatea circumstanțelor, că mărimea forței aplicate la un moment dat este cunoscută.
Pentru orice deplasare infinitezimală dx, forța aplicată este pur și simplu k x, iar produsul acestora este transferul infinitezimal de energie dU în arc. Energia elastică totală acumulată în arc de la deplasarea zero până la lungimea finală L este astfel integrala
{\displaystyle U=\int _{0}^{L-L_{0}}k\,x\,dx={\tfrac {1}{2}}k(L-L_{0})^{2}}
Pentru un material cu modulul lui Young Y (identic cu modulul de elasticitate λ), aria secțiunii transversale, A0, lungimea inițială, l0, care este întinsă cu o lungime {\displaystyle \Delta l}:
{\displaystyle U_{e}=\int {\frac {YA_{0}\Delta l}{l_{0}}}\,d\left(\Delta l\right)={\frac {YA_{0}{\Delta l}^{2}}{2l_{0}}}}
unde Ue este energia potențială elastică.
Energia potențială elastică per unitate de volum este dată de:
{\displaystyle {\frac {U_{e}}{A_{0}l_{0}}}={\frac {Y{\Delta l}^{2}}{2l_{0}^{2}}}={\frac {1}{2}}Y{\varepsilon }^{2}}
unde {\displaystyle \varepsilon ={\frac {\Delta l}{l_{0}}}} este deformația materialului.
În cazul general, energia elastică este dată de energia liberă pe unitatea de volum f în funcție de componentele tensorului deformațiilor⁠(d) εij
{\displaystyle f(\varepsilon _{ij})={\frac {1}{2}}\lambda \varepsilon _{ii}^{2}+\mu \varepsilon _{ij}^{2}}
unde λ și μ sunt coeficienții de elasticitate Lamé folosind convenția de însumare Einstein⁠(d). Remarcând legătura termodinamică dintre componentele tensorilor de tensiuni și componentele tensorilor deformațiilor,
{\displaystyle \sigma _{ij}=\left({\frac {\partial f}{\partial \varepsilon _{ij}}}\right)_{T},}
unde indicele T arată că temperatura este menținută constantă, atunci dacă legea lui Hooke este valabilă, se poate scrie densitatea de energie elastică ca
{\displaystyle f={\frac {1}{2}}\varepsilon _{ij}\sigma _{ij}.}

## Sisteme continui
Materia poate fi deformată în mai multe moduri: întindere, forfecare, încovoiere, torsiune etc. Fiecare tip de deformare contribuie la energia elastică a unui material deformat. În coordonate ortogonale⁠(d) energia elastică pe unitatea de volum datorată deformarii este astfel o sumă de contribuții:
{\displaystyle U={\frac {1}{2}}C_{ijkl}\varepsilon _{ij}\varepsilon _{kl},}
unde {\displaystyle C_{ijkl}} este tensorul de ordinul 4 numit tensorul de elasticitate⁠(d) sau tensorul de rigiditate care este o generalizare a modulelor de elasticitate ale sistemelor mecanice, iar {\displaystyle \varepsilon _{ij}} este tensorul deformațiilor (pentru însumarea după toți indicii s-a folosit notația de însumare Einstein). Valorile lui {\displaystyle C_{ijkl}} depind de structura cristalină a materialului: în cazul general, datorită naturii simetrice a {\displaystyle \sigma } și {\displaystyle \varepsilon }, tensorul de elasticitate este format din 21 de coeficienți de elasticitate independenți. Acest număr poate fi redus în funcție de simetria materialului: la 9 pentru un sistem cristalin ortorombic, la 5 pentru un sistem cristalin hexagonal și la 3 pentru un sistem cristalin cubic. În final, pentru un material izotrop, există doar doi parametri independenți, cu {\displaystyle C_{ijkl}=\lambda \delta _{ij}\delta _{kl}+\mu \left(\delta _{ik}\delta _{jl}+\delta _{il}\delta _{jk}\right)}, unde {\displaystyle \lambda } și {\displaystyle \mu } sunt constantele Lamé, iar {\displaystyle \delta _{ij}} este simbolul lui Kronecker⁠(d).
Tensorul deformațiilor însuși poate fi definit pentru a reflecta deformările în orice mod care are ca rezultat invarianța în cazul rotației, dar cea mai comună definiție a tensorilor de elasticitate definește deformarea ca parte simetrică a gradientului de deplasare cu toți termenii neliniari suprimați:
{\displaystyle \varepsilon _{ij}={\frac {1}{2}}\left(\partial _{i}u_{j}+\partial _{j}u_{i}\right)}
unde {\displaystyle u_{i}} este deplasarea într-un punct în direcția a {\displaystyle i}-a, iar {\displaystyle \partial _{j}} este derivata parțială în a {\displaystyle j}-a direcție. De reținut că:
{\displaystyle \varepsilon _{jj}=\partial _{j}u_{j}}
unde nu se intenționează o însumare. Deși notația Einstein completă însumează perechile de indici de sus și de jos, valorile componentelor elastice și ale tensorilor deformațiilor sunt de obicei exprimate cu toți indicii jos. Astfel, trebuie avut grijă (ca și aici) că în unele contexte un indice repetat nu implică o sumă de valori în funcție de acel indice ({\displaystyle j} în acest caz), ci doar o singură componentă a unui tensor.